# فریتز کیرش
فریتز کیرش (انگلیسی: Fritz Kiersch؛ زادهٔ ۲۳ ژوئیهٔ ۱۹۵۱) کارگردان فیلم و فیلم‌نامه‌نویس اهل ایالات متحده آمریکا است.
وی کارگردان فیلم‌هایی همچون کودکان ذرت و بیگانه بوده‌است.